# Débat sur l'exécution des partisans de Catilina
Le 5 décembre 63 av. J.-C., en pleine conjuration de Catilina, le Sénat romain débat du sort de cinq conjurés. Ce débat est devenu une référence rhétorique et politique, puisqu'il est notamment l'un des premiers connus à aborder le thème de la peine de mort, mais aussi le droit extraordinaire. Il nous est rapporté notamment par Salluste.

## Contexte
Cicéron s'est vu remettre, avec Hybrida, les pleins pouvoirs par l'ordonnance de senatus consultum ultimum plus tôt dans l'année. La jugulation de la crise le rend très populaire.
Statilius, Aulus Gabinius, Ceparius, Cethegus et Lentulus ont été arrêtés le 3 décembre pour leur participation à la conjuration.

## Les discours mémorables

### Le discours de Cicéron
Deux jours après avoir prononcé sa Troisième Catilinaire et avoir démasqué cinq conjurés restés dans Rome, Cicéron interroge quant à leur sort dans la Quatrième au temple de la Concorde. Bien qu'il n'ait formellement pas le droit d'exprimer une opinion puisqu'il exerce la charge de consul, il contourne cet interdit par une subtile rhétorique, appelant à la condamnation à mort des conjurés.

### Le discours de César
Au Sénat, Silanus s'exprime en premier parmi les sénateurs, et il réclame la mort pour les conjurés. Tous les sénateurs qui prennent la parole ensuite expriment la même opinion, jusqu'à César. Celui-ci est dans une position difficile, puisque dans le même camp politique que Catilina, bien qu'il n'ait probablement pas participé à la conjuration. Il se prononce contre l'exécution des conjurés, prétextant le risque de colère populaire et appelle à respecter le droit romain, qui promet un procès équitable à tous les citoyens et ne permet pas leur exécution. Dans son discours plein d'humanité, il appelle donc à l'emprisonnement.
En tant que personnalité politique montante, et du fait de ses opinions contraires, il s'érige directement contre Cicéron en l'accusant de vouloir profiter de la situation pour servir ses fins politiques. De fait, Cicéron serait ensuite plébiscité pour sa gestion de la crise, et distingué pater patriæ. La rhétorique de César est tellement efficace qu'il parvient à retourner l'opinion du Sénat, y compris celle de Silanus.

### Le discours de Caton
Caton accuse ensuite César de tenter de mettre le Sénat sous pression populaire pour adoucir la peine des conjurés et lui-même déstabiliser le Sénat. Le stoïcien tient ce discours :

« Afin de bouleverser l’État, tu empruntes des dehors populaires et un langage bénin. Tu cherches à effrayer le Sénat quand ce serait à toi de trembler ! Tu devrais être bien aise de t’en tirer avec l’impunité et sans même être soupçonné, quand, avec tant d’audace et sans déguisement, tu veux arracher au danger les ennemis publics. Tu ne montres aucune pitié pour la patrie, une patrie si belle et si grande qui a été près de sa ruine ; mais tu verses des larmes et tu gémis sur le sort de gens qui n’auraient dû ni naître, ni exister. Le beau malheur, si la mort de ces misérables préservait Rome de grands massacres et d’affreux dangers ! »

L'affrontement entre César et Caton prend ensuite un tour philosophique et ils débattent de la souffrance.

## Issue
Caton, dont la rhétorique n'a rien à envier à celle de César, sort victorieux du vote. Les conjurés sont exécutés par étranglement au Tullianum, à l’issue de la séance. À l'extérieur de Rome, la conjuration ne tarde pas à être vaincue, et Cicéron en tire, dans un premier temps, un grand prestige. César favorise l'agitation populaire pour déstabiliser un peu plus le Sénat et ses adversaires victorieux.